# Marduk (banda)
Marduk es una banda sueca de black metal fundada en 1990 por el guitarrista Morgan Steinmeyer Håkansson con la idea de crear "la banda más blasfema del mundo" en la ciudad de Norrköping, Suecia. El nombre de la banda proviene de un antiguo dios babilónico Marduk, deidad patrona de la ciudad de Babilonia. Es una de las bandas de la primera escena del black metal sueco junto a Dark Funeral, Dissection y Abruptum.
Marduk ha sido fuertemente criticada por grupos religiosos por sus letras anticristianas y satánicas, especialmente tras la reedición de la demo Fuck Me Jesus de 1995 en cuya portada se muestra a una mujer desnuda sodomizándose con un crucifijo y que fue prohibida en algunos países. También han sido acusados en varias ocasiones de ser nazis por el uso del águila imperial y la Cruz de Hierro en sus portadas y por sus letras acerca de la Segunda Guerra Mundial.
En la actualidad, la banda está formada por el vocalista Mortuus, el guitarrista Morgan, el bajista Devo y el batería Fredrik Widigs.

## Historia

### Dark Endless(1990-1992)
Marduk se formó en septiembre de 1990 por el guitarrista Morgan Steinmeyer "Evil" Håkansson. En junio del año siguiente grabaron su primera demo, titulada Demo #1, en los estudio Gorysound (sería relanzado en 1995 en formato Cd con el polémico nombre Fuck me Jesus). El cantante en la demo fue Andreas "Dread" Axelsson, Rickard Kalm tocó el bajo y Joakim "Af Gravf" Göthberg se encargó de la batería, mientras que Håkansson grabó las guitarras. Un sencillo, "Here's No Peace", fue grabado ese mismo año, pero no sería publicado hasta 1997.
Su álbum debut, Dark Endless fue grabado en junio de 1992 y lanzado en diciembre por No Fashion Records. Kalm dejó la banda poco después y el nuevo bajista fue Roger "Bogge" Svensson, conocido como "B War". Magnus "Devo" Andersson se unió como segundo guitarrista durante la grabación del álbum. Dark Endless fue producido por la propia banda, y mezclado por Dan Swanö.

### Those of the Unlight,Opus NocturneyHeaven Shall Burn...(1993-1996)
Dread dejó la banda para unirse a Edge of Sanity, siendo Joakim Göthberg quien grabó las voces en el álbum Those of the Unlight (1993), mientras que el encargado de la batería fue Fredrik Andersson. La banda comenzó una relación discográfica con Osmose Productions, una colaboración que duraría hasta finales de los 90. Those of the Unlight fue lanzado en formato CD y en vinilo limitado a 300 copias. Devo dejó la banda poco después para concentrarse en sus otros proyectos (Overflash, Allegience y Cardinal Sin).
En abril de 1994 se realizó la primera actuación de Marduk en el extranjero en un festival de black metal en Oslo. Los dos meses siguientes la banda participó en la gira "Sons of Northern Darkness" como teloneros de Immortal. El tercer álbum, Opus Nocturne, fue publicado en diciembre y en febrero de 1995 Marduk participó en la gira "Winter War". La banda también realizó su primer concierto en el continente americano, en Ciudad de México. Poco después Göthberg dejó la banda para unirse primero a Cardinal Sin y más tarde a Dimension Zero con el guitarrista de In Flames Jesper Strömblad.
Al año siguiente, en junio de 1996, fue publicado su siguiente álbum de estudio, Heaven Shall Burn... When We Are Gathered, con Erik "Legion" Hagstedt (Black Goat, Ophthalamia) como nuevo vocalista. El EP Glorification fue lanzado en noviembre de ese año, conteniendo los temas «Glorification of the Black God» y cuatro covers de Piledriver, Destruction y Bathory. La edición en vinilo limitada a 1000 copias también contiene una versión de Venom, «Hellchild».

### NightwingyPanzer Division Marduk(1997-1999)
En 1997, Marduk realizó una gira europea con la colaboración de Peter Tägtgren (Hypocrisy), como guitarrista. La banda también teloneó a Mayhem en su concierto de reunión, al este de Alemania. Un álbum en vivo, Live in Germania, grabado durante la gira, fue publicado en junio de ese año. También fue lanzado el EP Here's No Peace, que había sido grabado en 1991. Fue reeditado tres años después, incluyendo las versiones de Bathory «Woman of Dark Desires» e «In Conspiracy with Satan».
En octubre de 1997 la banda comenzó a grabar nuevo material en los estudio Abyss de Tägtgren, que resultó ser su quinto álbum de larga duración, Nightwing, que fue publicado el 4 de agosto de 1998. Las canciones se dividen en dos capítulos: el primero, "Dictionnaire Infernal", comprende los cuatro primeros temas, mientras que los cuatro últimos forman parte del capítulo "The Warlord Wallachia" en donde continúan con los relatos de la historia de Vlad Tepes III. Con Nightwing Marduk consiguió mayor reconocimiento a nivel internacional. El álbum fue relanzado en 2008 con el DVD Live in Rotterdam, grabado en abril de 1998.

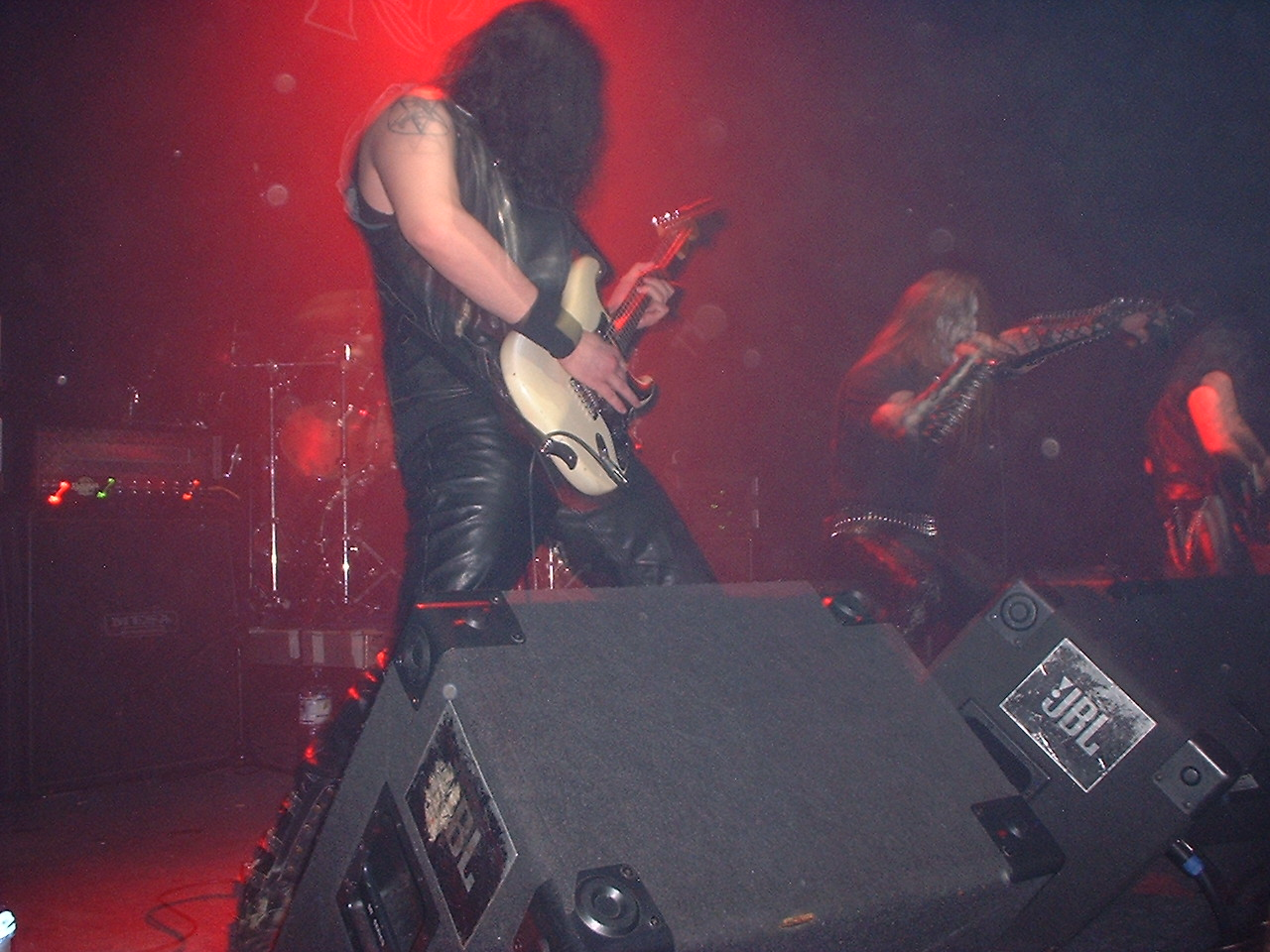
Actuación de la banda en Dublín en 2001.

Marduk volvió a la temática bélica con su siguiente álbum, Panzer Division Marduk, publicado por Osmose Productions en 1999. El título está asociado al nazismo de la Segunda Guerra Mundial y tiene en la portada un tanque Panzer VI E "Tiger". La música de este álbum es muy rápida, lo que dio lugar a un nuevo término, Norsecore, para describir la unión del black metal con la velocidad del grindcore. En octubre, Marduk realizó una gira europea con Angelcorpse, Aeternus y Cannibal Corpse, y por primera vez actuó en Japón.

### La Grande Danse Macabre(2000-2001)
El EP de tres canciones Obedience, incluyó una versión de la canción de Celtic Frost «Into the Crypts of Rays», y fue publicado en el año 2000. La banda había abandonado Osmose por su propio sello, Blooddawn Productions que publicó el álbum en Europa. Century Media lo lanzó en Norteamérica y Sudamérica, con tres canciones en vivo de bonus. Marduk celebró su décimo aniversario en un concierto en Halloween en su ciudad natal, Norrköping. Ese mismo día también fue publicado su segundo álbum en vivo, Infernal Eternal, grabado en Francia durante la gira The World Panzer Battle Tour en 1999.
Después de la publicación del álbum La Grande Danse Macabre (el 5 de marzo de 2001), Marduk realizó un gira por Estados Unidos con la banda de Florida Deicide, y luego una gira por Europa que terminó en Bélgica en el Graspop Metal Meeting. Una gira estadounidense con Kataklysm y Amon Amarth tuvo que ser cancelada debido a problemas con su visado.

### World Funeral(2002-2003)

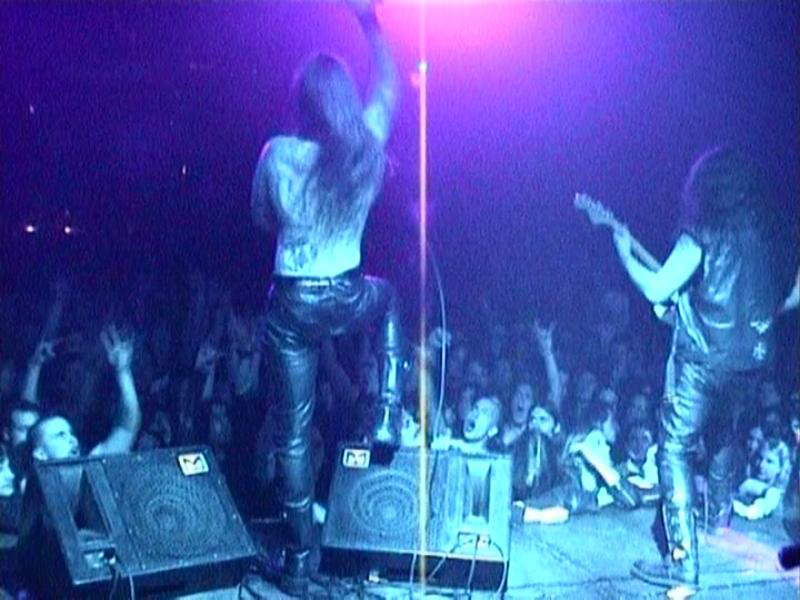
Marduk actuando en París en 2003.

En febrero de 2002 fue publicada la caja recopilatoria Blackcrowned con vídeos y material inédito, grabado entre 1991 y 2001. La caja consiste en dos CD de más de hora y media de duración y limitado a 10,000 copias. 
Fredrik Andersson dejó la banda y Emil Dragutinovic se convirtió en el nuevo batería de Marduk. Dragutinovic había sido percusionista de The Legion y Nominon. Poco después la banda realizó una gira americana con Danzig. Marduk grabó su siguiente disco con el nombre Funeral War, que más tarde fue cambiado a World Funeral cuando fue publicado en febrero de 2003. El sencillo, «Hearse», lanzado antes del álbum, contiene la versión de Possessed, «Phantasm». Este álbum es el último con el bajista B. War y con el vocalista Legion. La publicación del disco fue seguida de una gira de más de 30 conciertos por toda Europa.
En esa época fue grabado nuevo material para un EP que se llamaría Porträtt Av Döda Barn, pero que todavía no ha visto la luz. En un concierto en agosto, Göthberg volvió como vocalista para colaborar en la canción «The Black», que fue grabado en DVD con el nombre Funeral Marches and Warsongs en 2004. Durante octubre y noviembre de 2003, Marduk viajó a Sudamérica antes de que el vocalista Legion dejará apresuradamente la banda a mediados de noviembre. Algunos conciertos previstos en Grecia e Inglaterra tuvieron que ser cancelados.

### Plague Angel(2004-2005)

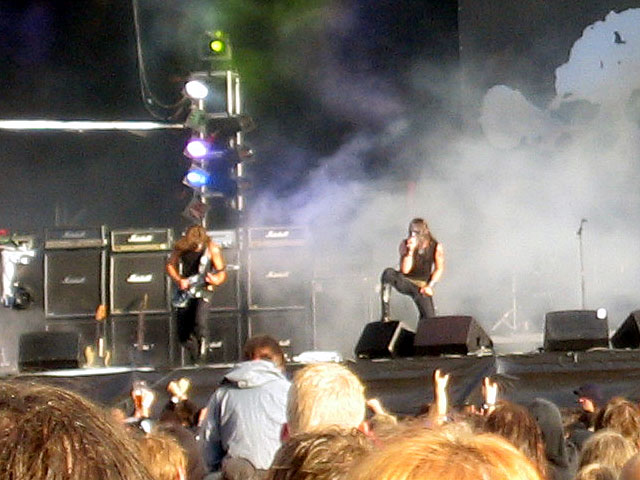
Marduk en Wacken en 2005. De izquierda a derecha: Morgan y Mortuus.

En febrero de 2004 fue anunciado que el nuevo vocalista de la banda sería Daniel "Mortuus" Rosten, que había formado parte de Funeral Mist y Triumphator con el apodo "Arioch". En mayo, el bajista B. War dejó la banda y fue reemplazado por Magnus "Devo" Andersson, que había sido el guitarrista en los dos primeros álbumes de Marduk.
En mayo, Marduk encabezó los festivales Motala Metal Festival y el Agglutination Festival (Italia). Su siguiente álbum, Plague Angel, fue grabado en los estudios Endarker en Norrköping y publicado el 22 de noviembre de 2004. Una edición en vinilo limitada a 1,000 copias también fue publicada. En los Estados Unidos el álbum fue lanzado en marzo de 2005 por Candlelight Records. La banda comenzó la gira "Deathmarch world tour" que promocionaron con la publicación del EP Deathmarch. Sin embargo, el batería Emil Dragutinovic se rompió el brazo en una pelea y parte de la gira debió de ser cancelada. En septiembre de 2005 Marduk realizó conciertos por Escandinavia y parte de Europa con Mystic Circle como teloneros. 
En verano de 2005 Marduk participó en el Wacken Open Air. Para celebrar el 15 aniversario de la banda, fue publicado el álbum en vivo Warschau, con material grabado en dos conciertos en Polonia el año anterior.

### Rom 5:12(2006-2008)

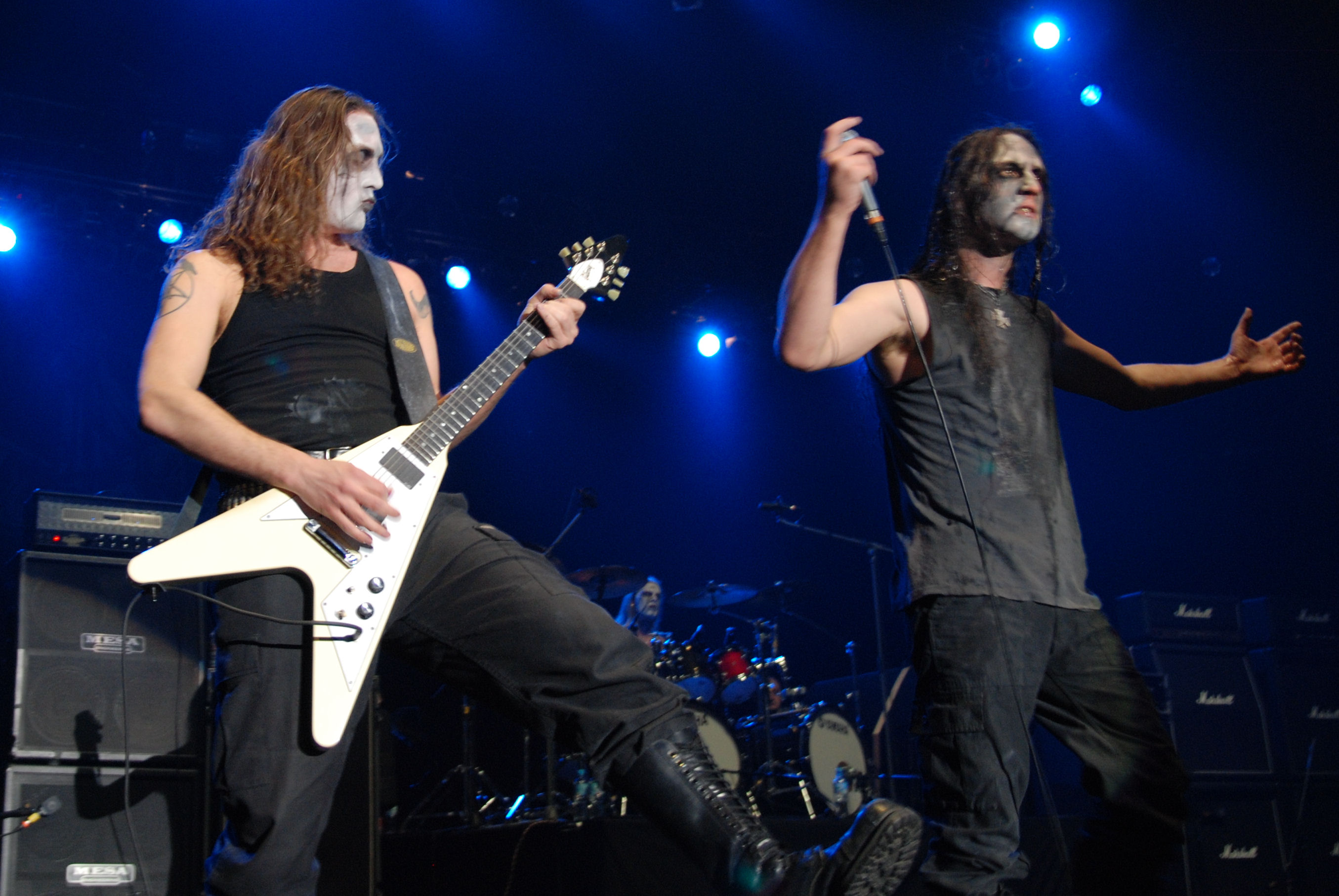
Morgan y Mortuus en Metalmania 2008.

Marduk participó en el Inferno Metal Festival de Oslo. Un doble DVD, Blood Puke Salvation, fue lanzado el 6 de octubre de 2006 e incluye dos conciertos grabados en diciembre de 2004 en Tilburg, (Holanda) y Amberes, (Bélgica); además de fotos, entrevistas y un videoclip.
A comienzos de noviembre de 2006, el batería Emil Dragutinovic anunció su salida de Marduk pero que tocaría en el siguiente álbum como músico de sesión. En diciembre la banda entró en los estudios Endarker para comenzar la grabación del álbum. En febrero del año siguiente hicieron oficial que el álbum se llamaría Rom 5:12 y que incluiría las colaboraciones del exvocalista Joakim Göthberg, A. Gustafsson y Alan "Nemtheanga" Averill (vocalista de Primordial).
Rom 5:12 fue publicado el 24 de abril en Europa y el 22 de mayo en Norteamérica por Regain Records. En su primera semana de publicación en Europa, el álbum entró en la lista francesa de álbumes, alcanzando la posición #198.

### Wormwood(2009-actualidad)

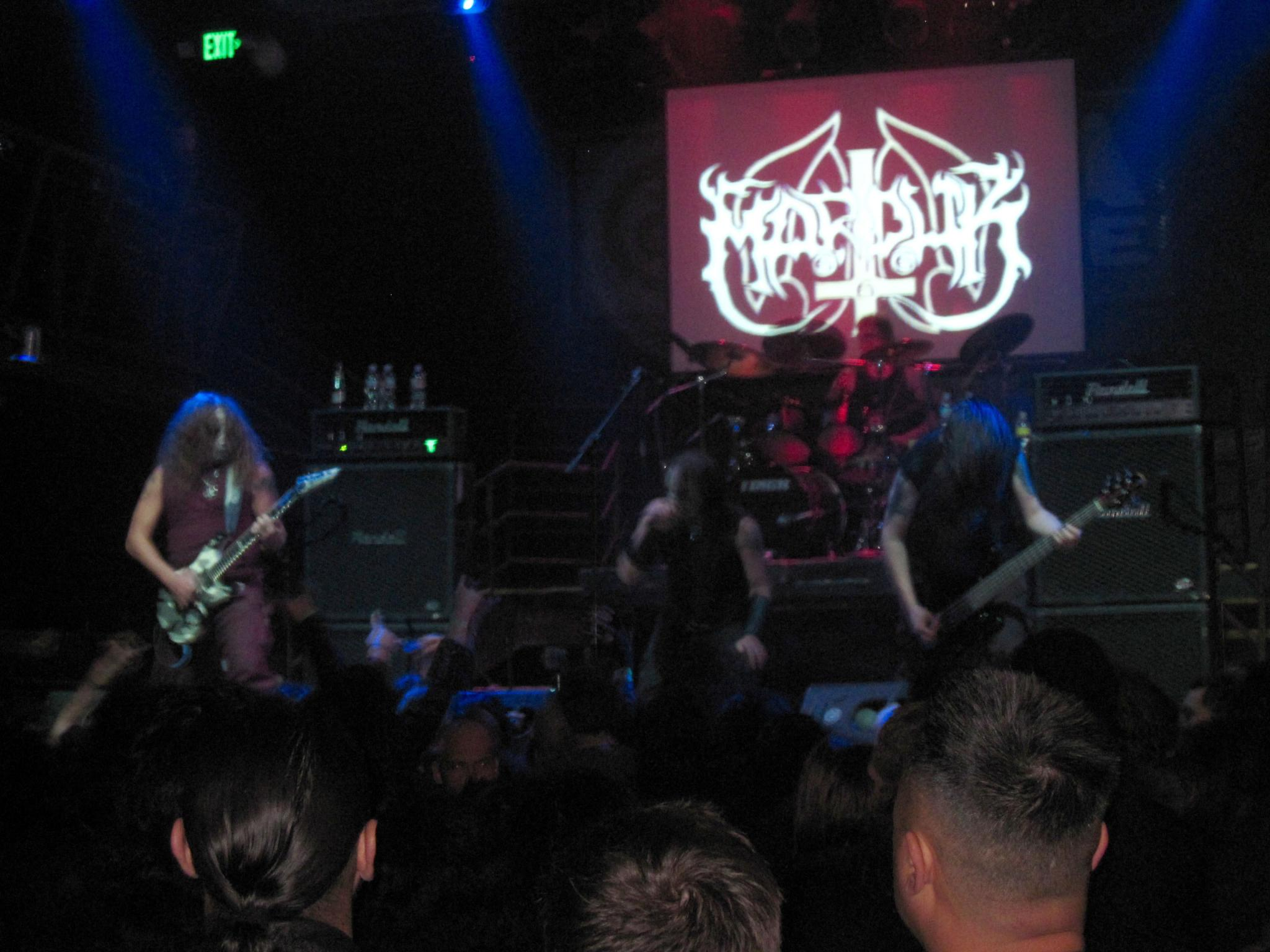
Marduk actuando en San Francisco en 2009.

En abril de 2009, Marduk anunció que el mes siguiente entrarían en los estudios Endarker (Norrköping) para comenzar la grabación de su undécimo álbum de estudio, que se publicaría en septiembre por Regain Records. Para promocionar al álbum se hizo oficial que la banda realizaría una gira llamada Funeral Nation 2009/2010 con Vader como teloneros. En junio anunciaron el nombre del álbum, Wormwood y participaron en el festival español Lorca Rock, junto a sus compatriotas Meshuggah y Dark Funeral. La portada del álbum y la lista de canciones fueron desvelados en julio y en agosto realizaron una mini-gira por Estados Unidos, con el apoyo de Withered y Black Anvil, tras solucionar sus problemas con los visados que le habían impedido telonear a Mayhem en el Blackenedfest.
En septiembre, la revista Zero Tolerance preguntó a Evil sobre su afición a coleccionar material militar, a lo que el guitarrista dijo:

Realmente no me preocupa lo que la gente piense. Es algo que me interesa y no me importa lo que digan los demás.

En la primera semana de su publicación en Europa, Wornwood entró en la lista sueca de álbumes, en la que alcanzó el puesto #53. En Estados Unidos, el álbum se publicó el 13 de octubre; y en su primera semana vendió 650 copias, alcanzando la posición #99 del Top Heatseekers del Billboard.

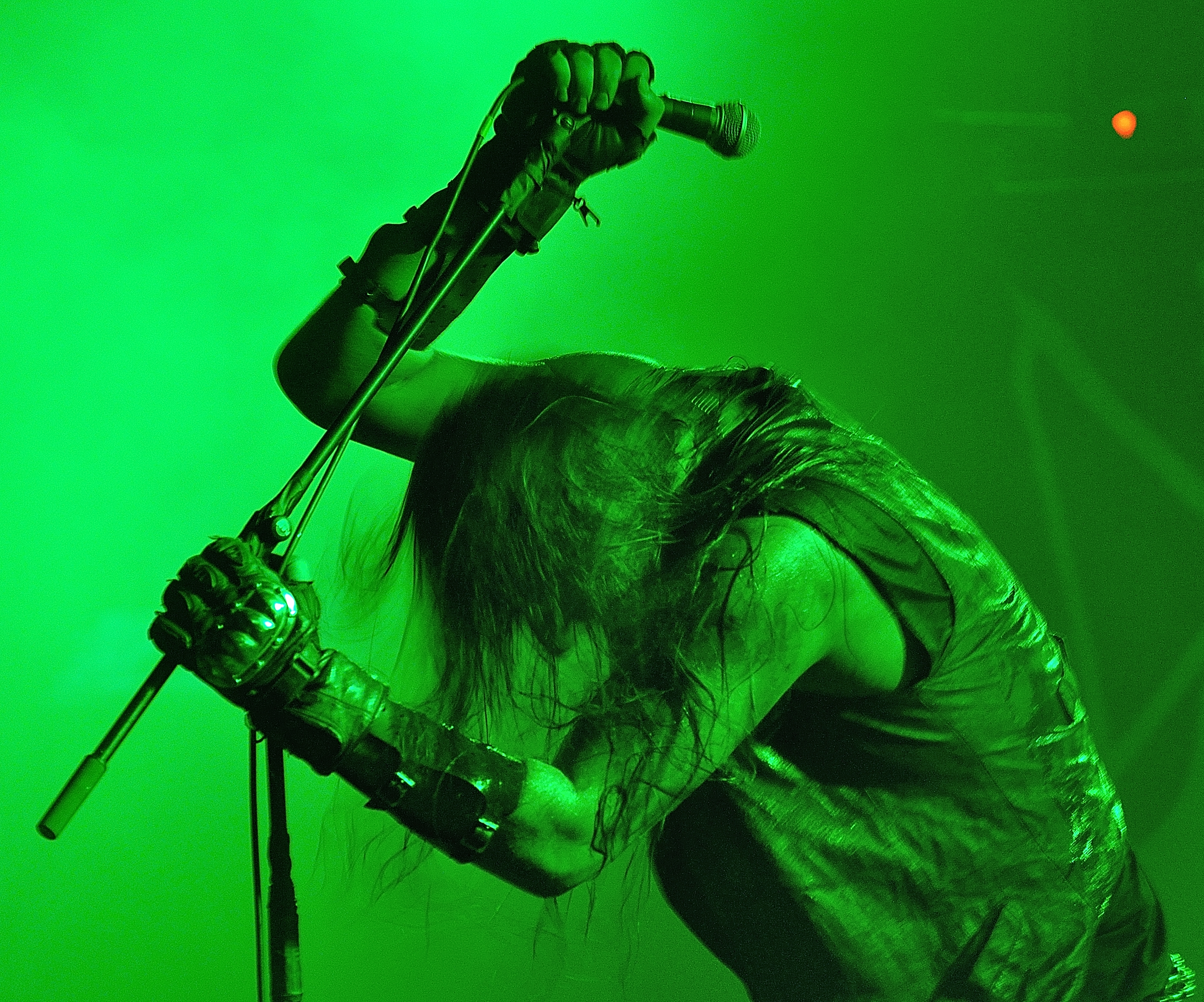
Daniel “Mortuus” Rostèn, 2015

Wornwood fue nominado a los Swedish Metal Awards en la categoría de mejor álbum de metal, pero el ganador fue Death Magic Doom de Candlemass.

## Polémicas
La banda ha recibido críticas de algunos de sus antiguos componentes, al considerar autoritaria la gestión de Evil. Sin embargo, el guitarrista se ha defendido diciendo que es el único miembro original y principal compositor, y que si alguien no estaba de acuerdo con su manera de hacer las cosas debía abandondar el barco.
Marduk también han sido acusados de apoyar el nazismo, sobre todo después de la publicación de Panzer Division Marduk (1999). Esto se debió porque las canciones del disco hacen numerosas referencias a la Segunda Guerra Mundial y el título del álbum hace referencia a las legiones de la Alemania nazi. Sin embargo, la banda afirmó que solamente utilizaban la guerra como temática lírica y negaron que apoyaran el nazismo, aunque el guitarrista Morgan Håkansson declaró que "en Marduk queremos evitar la inmigración a Suecia y estoy orgulloso de que mi abuelo fuera un oficial alemán durante la Segunda Guerra Mundial".
Una gira de la banda por América Latina en septiembre y octubre de 2018 ha recibido el rechazo de políticos de corte cristiana, llegando al punto de ser prohibida su presencia en Guatemala y con muestras de repudio por autoridades en Colombia, Ecuador, El Salvador, Panamá y México.
En España su última gira en 2021 por el 30.º aniversario fue cancelada debido a la presión del movimiento político conocido como ANTIFA.

## Miembros
Línea de tiempo
Formación actual

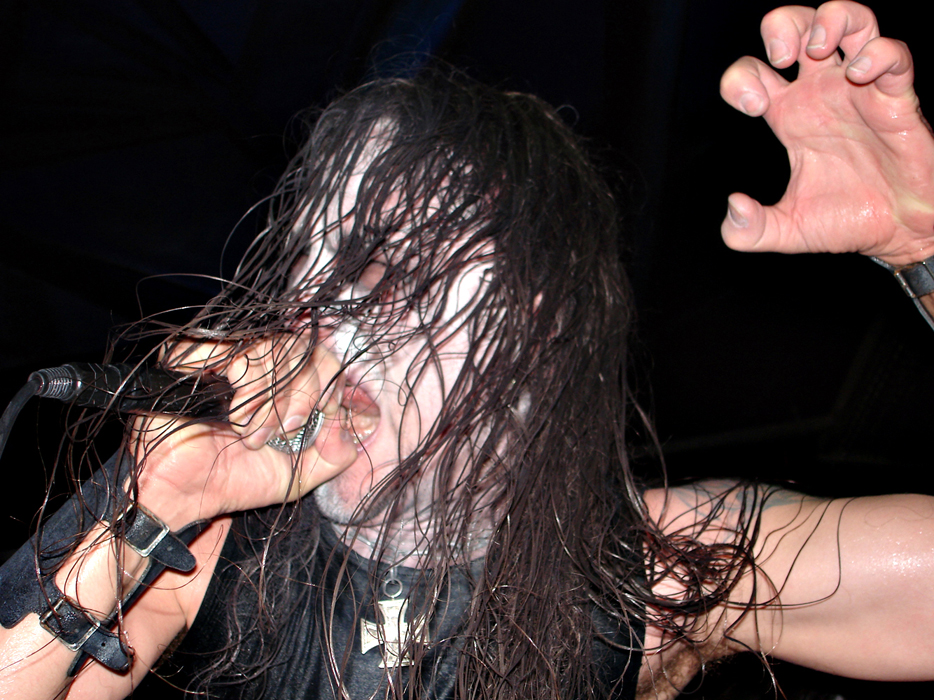
Daniel "Mortuus" Rosten voz
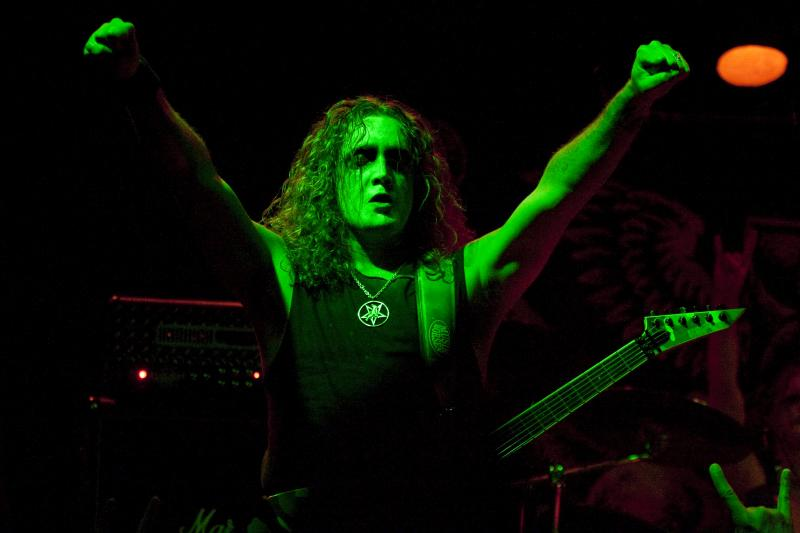
Morgan "Evil" Steinmeyer Håkansson guitarra
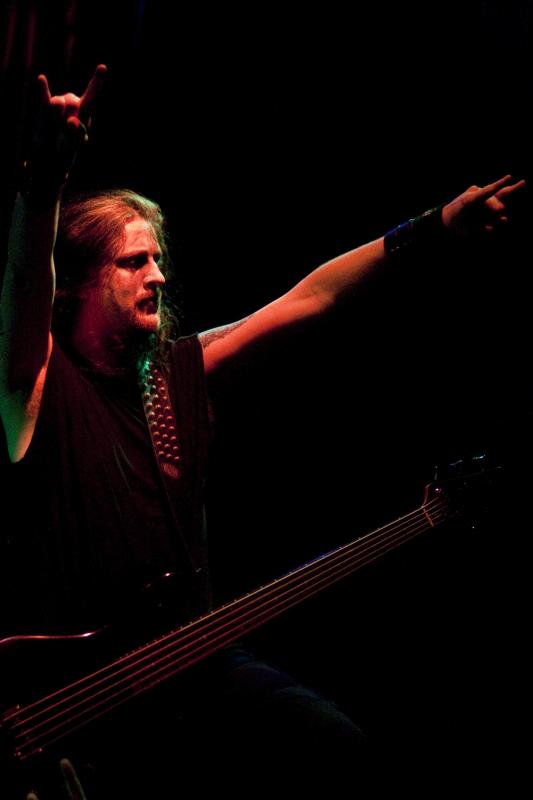
Magnus "Devo" Andersson guitarra y bajo
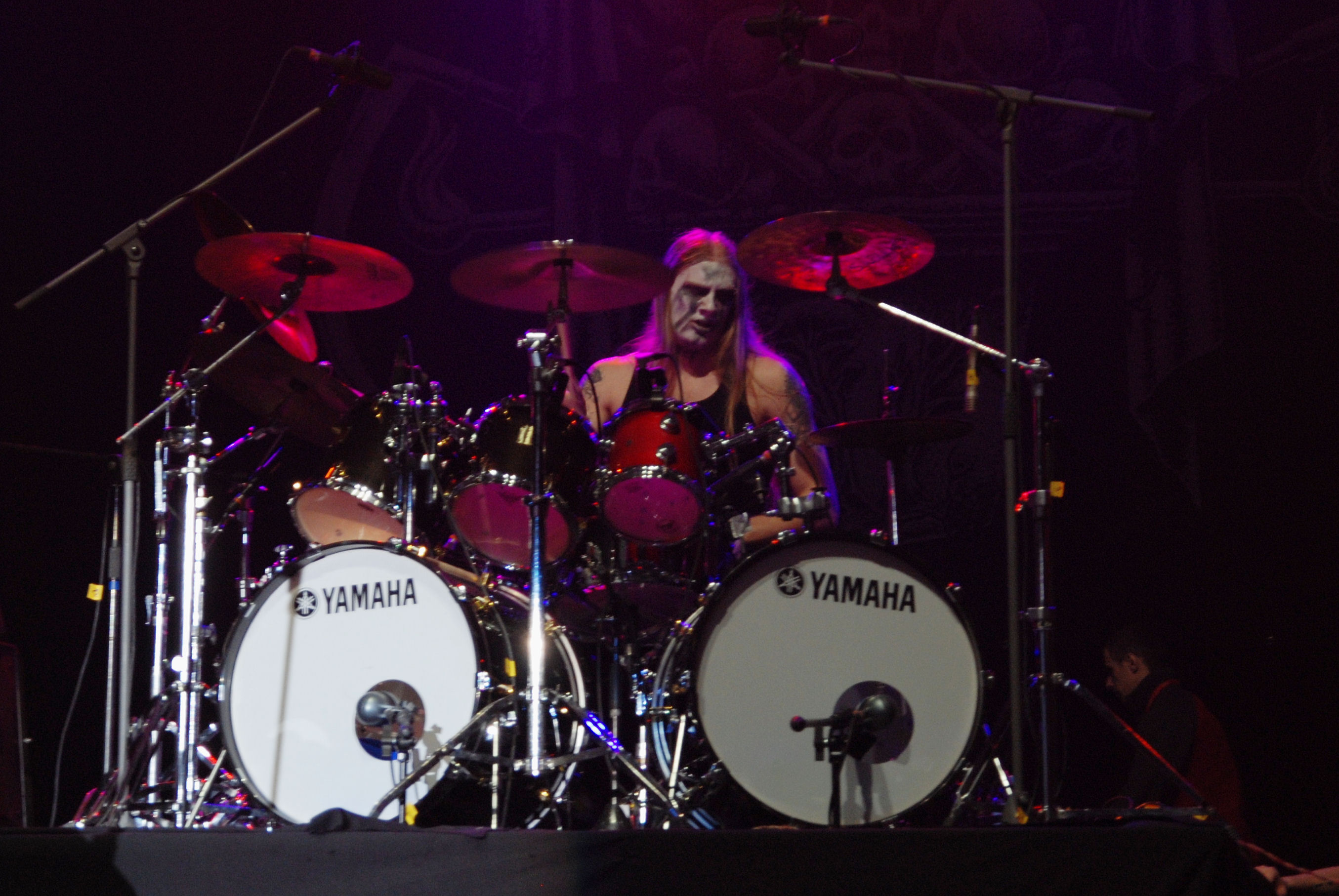
Lars Broddesson batería

Miembros anteriores
- Dread (Andreas Axelsson) – voz (1990–1993)
- Rickard Kalm – bajo (1990–1992)
- Af Gravf (Joakim Göthberg) – batería (1990–1993), voz (1993–1995)
- B. War (Roger Svensson) – bajo (1992–2004)
- Fredrik Andersson – batería (1993–2002)
- Legion (Erik Hagstedt) – voz (1995–2003)
- Kim Osara – guitarra (1995–1996)
- Peter Tägtgren – guitarra (1997)
- Emil Dragutinovic – batería (2002–2006)

## Discografía
- 1992: Dark Endless
- 1993: Those of the Unlight
- 1994: Opus Nocturne
- 1996: Heaven Shall Burn... When We Are Gathered
- 1998: Nightwing
- 1999: Panzer Division Marduk
- 2001: La Grande Danse Macabre
- 2003: World Funeral
- 2004: Plague Angel
- 2007: Rom 5:12
- 2009: Wormwood
- 2012: Serpent Sermon
- 2015: Frontschwein
- 2018: Viktoria
- 2023: Memento Mori